# Sphodromantis hyalina
Sphodromantis hyalina é uma espécie de louva-a-deus da família dos Mantidae, sendo encontrados no Gabão, Congo, e República Centro Africana.